# Marquesado de Fontalba
El Marquesado de Fontalba es un título nobiliario español, creado el 22 de mayo de 1894, durante la minoría de edad del rey Alfonso XIII, por su madre la reina regente María Cristina de Habsburgo-Lorena, para el arquitecto Francisco de Cubas y González Montes (1826-1898), el cual ya había recibido el marquesado pontificio de Cubas, que había sido autorizado su uso legal en España el 30 de abril de 1886.
Francisco de Cubas y González-Montes, fue un eminente arquitecto, intervino, entre otras obras, en la construcción de la Catedral de la Almudena, de Madrid. En su descendencia recayó el título de condes de la Almudena.

## Marqueses de Fontalba
|                           | Titular                                    | Periodo                   |
| Creación por Alfonso XIII | Creación por Alfonso XIII                  | Creación por Alfonso XIII |
| ------------------------- | ------------------------------------------ | ------------------------- |
| I                         | Francisco de Cubas y González Montes       | 1894-1898                 |
| II                        | Francisco de Cubas y Erice                 | 1898-1936                 |
| III                       | Felipe- Neri de Cubas y Urquijo            | 1940-                     |
| IV                        | María de los Dolores de Cubas y Escauriaza |                           |
| V                         | Felipe de Arcos y Cubas                    |                           |
| VI                        | Luis de Arcos y van Reck                   | 2008-actual titular       |

## Palacio de los marqueses de Fontalba
El palacio del marqués de Fontalba se encuentra situado en el paseo de la Castellana, 17.
Fue construido por José María Mendoza y Ussía en 1911 para Francisco de Cubas y González Montes, marqués de Cubas y de Fontalba. Fue sede del Tribunal de Justicia Militar y actualmente de la Fiscalía del Estado.

## Historia de los marqueses de Fontalba
- I marqués: Francisco de Cubas y González Montes (1827-1899), que ya era I marqués pontificio de Cubas, con uso autorizado en España .

1. Casó con Celedonia Matilde de Erice y Urquijo. Le sucedió su hijo:

- II marqués: Francisco de Cubas y Erice (Madrid, 12 de septiembre de 1868-1936), II marqués pontificio de Cubas, I duque pontificio de Cubas. Este último título nunca fue autorizado su uso en España, gentilhombre grande de España con ejercicio y servidumbre del rey Alfonso XIII.

1. Casó con María de la Encarnación de Urquijo y Ussía I condesa de la Almudena. Mandó construir el palacio del paseo de la Castellana de Madrid en el que residió, y que actualmente es la Fiscalía General del Estado de España. Le sucedió su hijo:

- III marqués : Felipe-Neri de Cubas y Urquijo (1895-), II duque pontificio de Cubas.

1. Casó con María de los Dolores Escauriaza e Ipiña. Le sucedió su hija:

- IV marquesa: María de los Dolores de Cubas y Escauriaza.

1. Casó con Luis de Arcos y Carvajal. Le sucedió su hijo:

- V marqués: Felipe de Arcos y Cubas.

1. Casó con Patricia van Reck y Cuevas-Mons. Le sucedió su hijo:

- VI marqués:Luis de Arcos y van Reck.

ACTUAL MARQUÉS DE FONTALBA